# 河野高嘉
河野 高嘉（こうの たかよし）は、江戸時代の武将。徳川家家臣。八王子千人同心9人の千人頭の一家。

## 略歴
河野通次の子として生まれる。寛永9年（1632年）父の遺跡を継いで千人頭となる。
承応元年（1652年）より日光山火防の備えとして同僚2人と各隊下の武士100人を率いてその地に赴いた。
明暦3年（1657年）、同僚・石坂正俊の不祥事に連座して躑躅間詰から降格され、御納戸前廊下詰となった。